# Дак Доджерс
«Дак Доджерс» (англ. Duck Dodgers) — американский анимационный комедийный телесериал, основанный на классическом короткометражном мультфильме 1953 года «Дак Доджерс в 24½ веке». Сериал создавала компания Warner Bros. Animation с 2003 по 2005 года, и транслировался на телеканале Cartoon Network. Главного героя Дака Доджерса сыграл мультяшный персонаж Даффи Дак. В настоящее время повторные показы мультсериала ведутся на родственном для Cartoon Network телеканале Boomerang.

## Общая информация
Хотя сериал прежде всего и базируется на оригинальном короткометражном мультфильме о Даке Доджерсе (действие которого разворачивается в XXIV с половиной веке, или примерно в 2350 году нашей эры), его также многое связывает с другими короткометражками «Looney Tunes», не связанных с героем Даком Доджерсом и его научно-фантастическим окружением. Кроме Дака Доджерса в сериале появляется множество других знакомых персонажей из пантеона «Looney Tunes», которые порой наделяются новыми чертами, чтобы соответствовать вселенной Доджерса. Например, Йоземит Сэм становится «K’chutha Sa’am», пародией на Клингонов из «Звёздного пути»; Элмер Фадд становится паразитирующей, изменяющей разум инопланетной болезнью, известной как «The Fudd» (комбинация «The Flood» из вселенной Halo и расы Борг из вселенной «Звёздного пути»); Witch Hazel была названа «Leezah the Witch» в одном из эпизодов; Count Blood Count в двух эпизодах был назван «Count Muerte»; и Хитрый койот и Дорожный бегун был инопланетным хищником в эпизоде, в котором Martian Commander X-2 и K-9 охотились. Nasty Canasta, Тасманский дьявол, Rocky и Mugsy и The Crusher также появляются в этом сериале. В эпизоде «Deduce, You Say», состоящем из двух частей, появляется преступник по имени «Шропширский потрошитель». Также в мультсериале присутствуют и другие ссылки на массовую культуру. Заглавная музыкальная тема сериала (переделанная группой «The Flaming Lips») исполнена Томом Джонсом в стиле, напоминающем его выступление в фильме о Джеймсе Бонде «Шаровая молния». Джонс также появился в мультяшном виде в эпизоде второго сезона «Talent Show A Go-Go», где исполнил песню «It’s Not Unusual», которая является его визитной карточкой.
«Дак Доджерс» в 2004 году номинировался на премию Энни за выдающиеся достижения в телевизионной анимации для детей, музыку, работу художника и работу актёров озвучивания. Но премия была получена лишь одна — за музыку Робертом Дж. Кралом. Также мультсериал в 2004 и 2005 годах был номинирован на «Дневную премию Эмми» в категории «Special Class Animated Program». Производство сериала завершилось в 2006 году после окончания третьего сезона.

## Персонажи

### Галактический протекторат
- Капитан Дак Эдгар Думас Алоизиус Доджерс — был случайно заморожен более чем на три столетия. Позже был разморожен и приведён в чувства доктором I.Q. Hi в XXIV с половиной веке. При помощи махинаций и обмана ему удалось всех убедить, что он был героем XXI века. В действительности, он был лишь мальчиком на побегушках у футбольной команды. Он труслив, ленив, эгоистичен, доверчив и не особенно умён. Однако, порой он проявляет удивительный героизм и способности, наводя зрителей на мысль о том, что он не настолько глуп, как кажется на первый взгляд. Но чаще всего успеха он добивается за счёт удачного стечения обстоятельств и помощи «Нетерпеливого юного космонавта-стажёра». Роль Дака Доджерса исполняет Даффи Дак.
- Нетерпеливый юный космонавт-стажёр — смотрит с почтением на Доджерса как на того, кого он хотел бы видеть в качестве отца во многих отношениях. Он очень предан Доджерсу и никогда не сомневается относительно правильности его слов. Несмотря на то, что Юный Космонавт намного более умный, чем его, так называемый, герой, он беспрекословно исполняет все его приказы. Доджерс сильно заботится о своём Кадете, но редко это показывает и часто пытается взять заслуги помощника на себя. Доджерс в большой степени зависит от помощи Кадета, без которой он, скорее всего, провалил бы большинство миссий. Окончил с красным дипломом Академию Протектората. Очень немногое известно о его прошлом, однако, в одном из эпизодов он предстаёт перед нами как правитель своей родной планеты «Swinus 9», где группа заговорщиков пытается сместить или устранить его. Рассказывает об этом сам Кадет, нянчась со своими крайне непослушными племянницей и племянниками (Порко, Пуерко и Соу — это пародия на персонажей «Озорных анимашек» Якко, Вакко и Дот Уорнер, озвученные теми же самыми актёрами), которые этого не знали, поэтому неизвестно, правду ли рассказал Кадет, или это была лишь попытка произвести впечатление на своих родственников. Роль Юного Космонавта играет Порки Пиг.
- Доктор Игнатиус Q «I.Q.» Hi — грузный учёный, который разморозил Доджерса и привёл его в чувства. Серьёзный и компетентный, он часто раздражается и расстраивается из-за глупости Доджерса, порой сомневаясь в том, что Доджерс действительно был героем в XXI веке. Учёный постоянно носит перчатки до локтя, которые удлиняют его руку: пальцы на перчатках несколько длиннее, чем пальцы учёного. У доктора также есть небольшой дефицит калия.
- Капитан Стар Джонсон — конкурирует с капитаном Доджерсом в Галактическом Протекторате. Имеет университетское образование и играл в роккетбол в колледже.

### Марсианская Империя
- Марсианский командующий X-2 — уверенный командующий марсианской армии и заклятый враг Доджерса. Он увлечен марсианской Королевой, которой служит и считает Доджерса больше помехой, чем истинным врагом. Однако он, по сути, создал Дака Доджерса, когда вернулся в прошлое и сделал его героем. Его играет Марвин Марсианин.
- Марсианская Королева (AKA Королева Tир’aнии) — прекрасная королева Марса. Влюблена в Доджерса и так же, как и Кадет считает его настоящим героем, хотя она по-прежнему недолюбливает его время от времени. Она является чем-то вроде женского варианта Марвина Марсианина и носит наряды, напоминающие марсианских принцесс из серии книг Барсум Эдгара Райса Берроуза. Королева — опытный и сильный воин. Её имя произносится как «Тирании». Её озвучила Тиа Каррере.
- Марсианские роботы центурионы  — верные роботизированные слуги марсианской империи. Они кажутся разумными, и составляют большую часть императорской армии, в то время как органические марсиане выступают в качестве офицеров. Это отсылка к центурионам сайлонов из телесериала Звёздный крейсер «Галактика». Всех центурионов озвучил Майкл Дорн, что может быть намеком на его Ворфа из популярного научно-фантастического телесериала Звездный путь: Следующее поколение.